# San Antonio de los Baños
Pour les articles homonymes, voir San Antonio (homonymie), Los Banos et Baños (homonymie).
San Antonio de los Baños est une ville et une municipalité de Cuba, située dans la province d'Artemisa, à 25 km au sud-ouest de La Havane.

## Géographie

### Situation
San Antonio de los Baños se trouve dans la partie occidentale de l'île de Cuba, dans l'ouest de la province d'Artemisa, 
à 36 km sud-sud-ouest de La Havane 
et 30 km nord-est de sa capitale de province Artemisa.

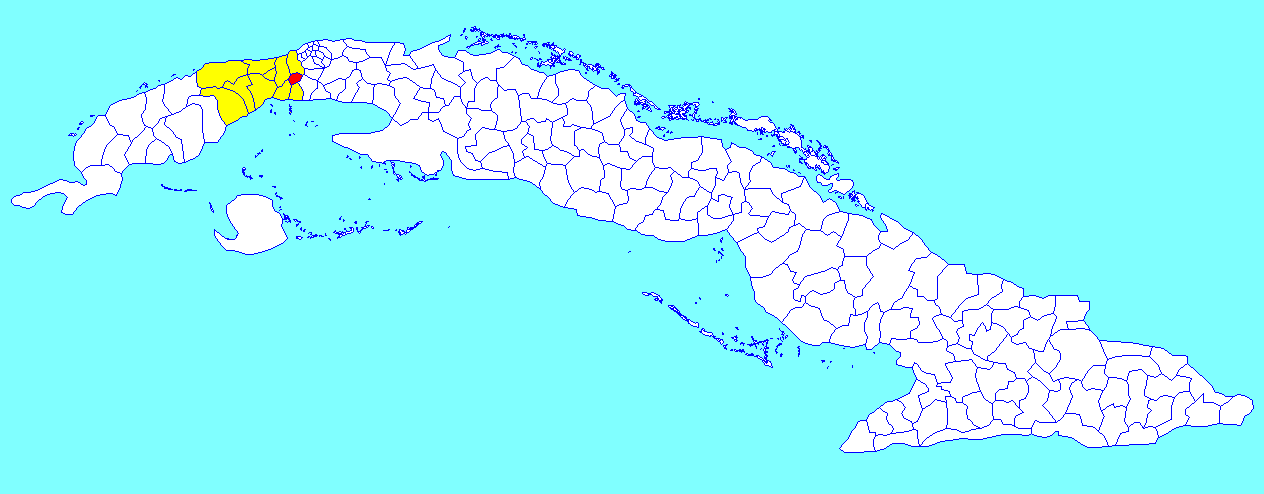
Municipalité de San Antonio de los Baños dans la province d'Artemisa

### Divisions administratives
La municipalité inclut cinq consejos populares :
- Este Rural
- Este Urbano
- Oeste Rural
- Oeste Urbano
- Centro Urbano

### Description

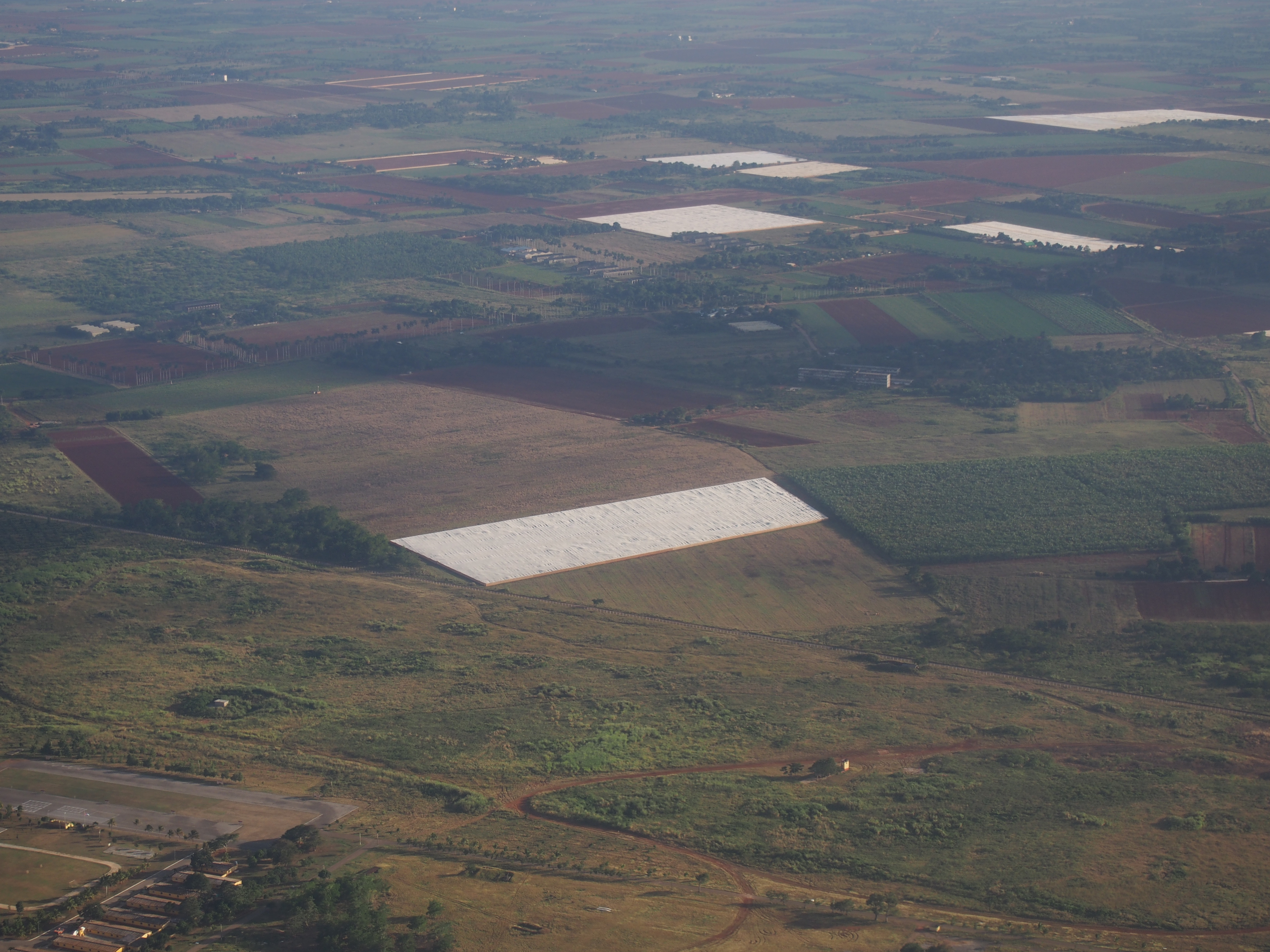
Campagne ; en blanc : champs de tabac protégés
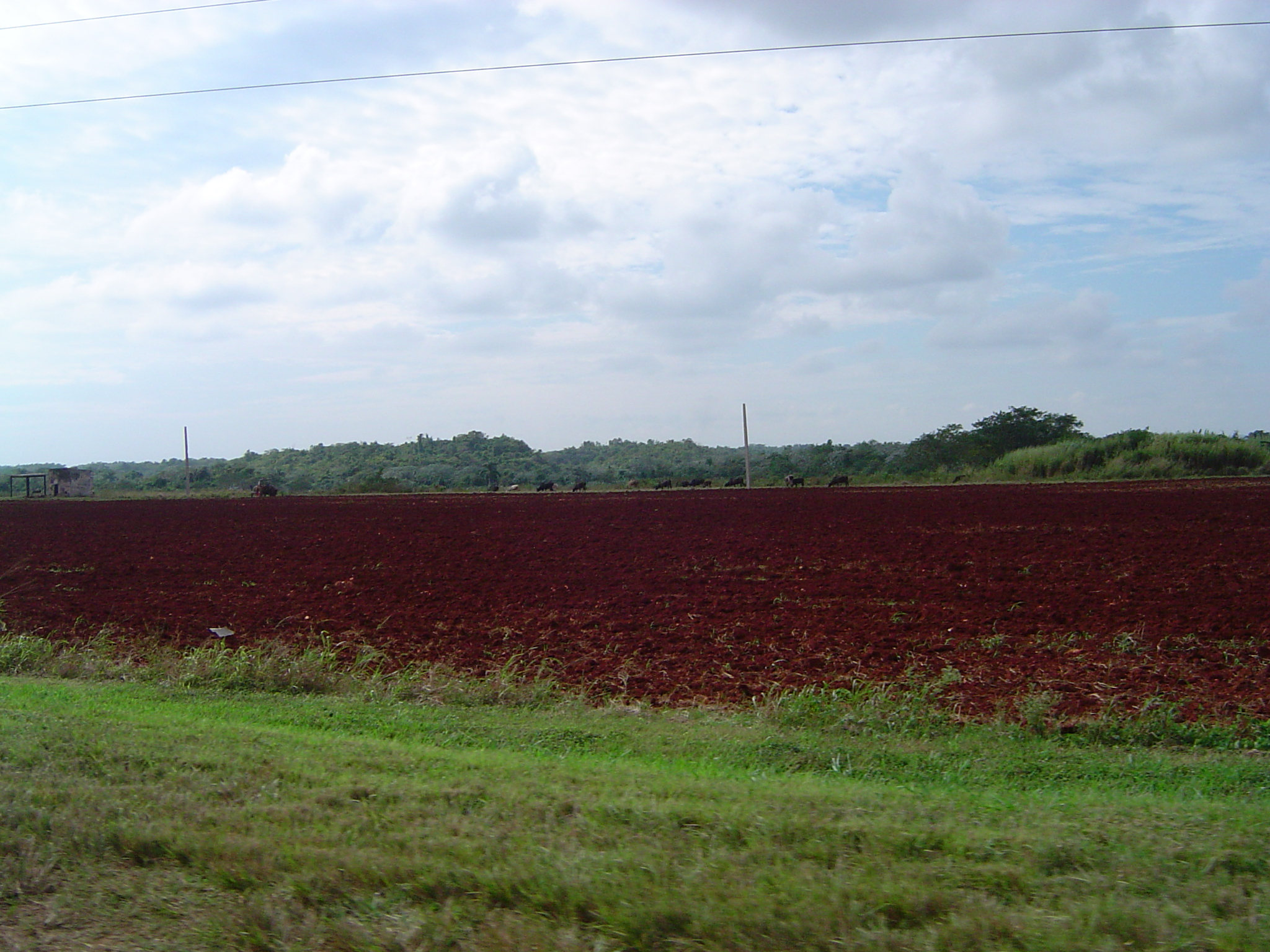
Champs…
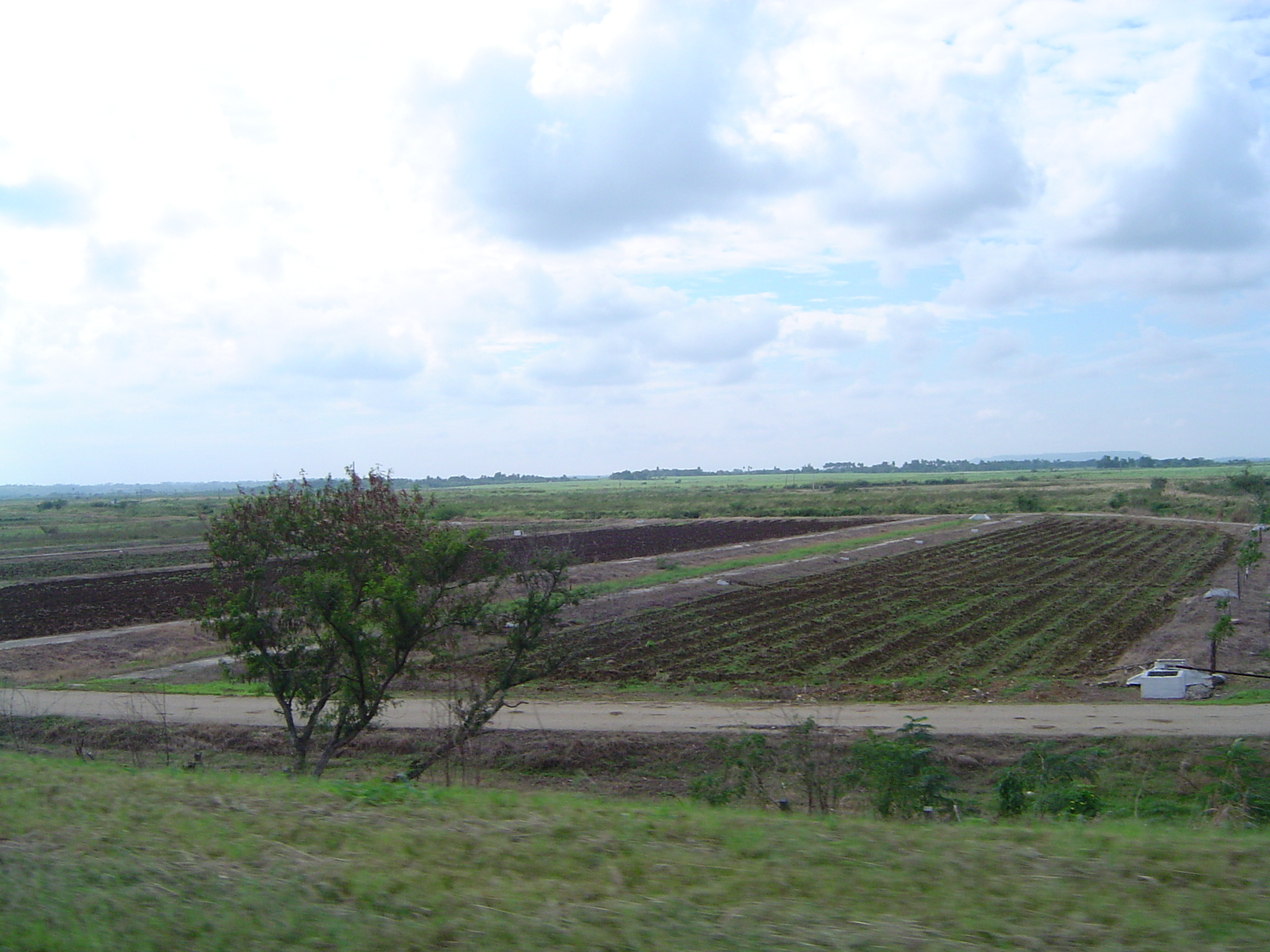
…et petits lopins
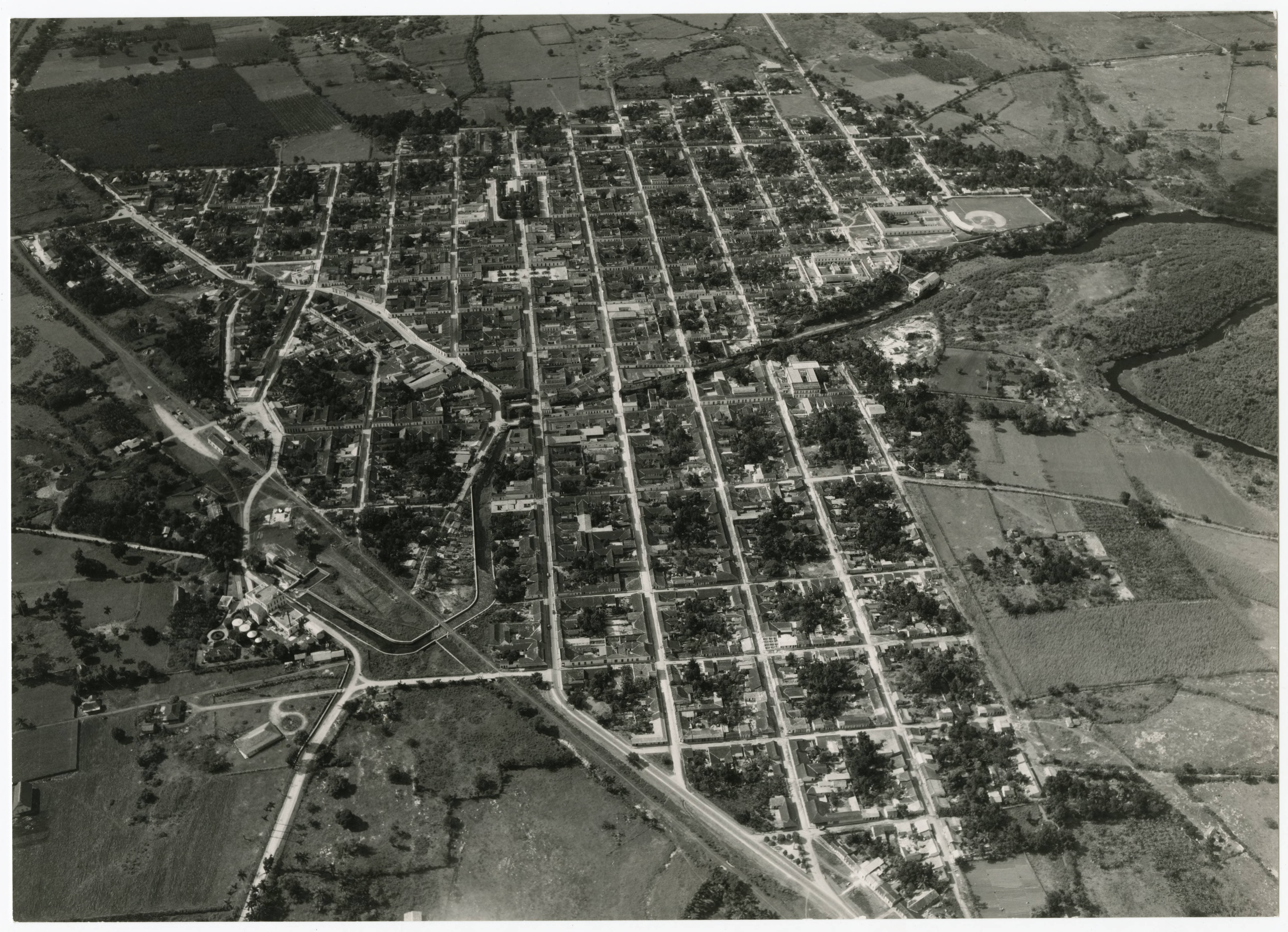
Vue aérienne en 1940

### Hydrographie
Au sud de la ville, le cours du Ariguanabo (es) (aussi apelé Río San Antonio) devient entièrement souterrain. Sa perte est la grotte de Sumidero.
- L'Ariguanabo (es)

L'
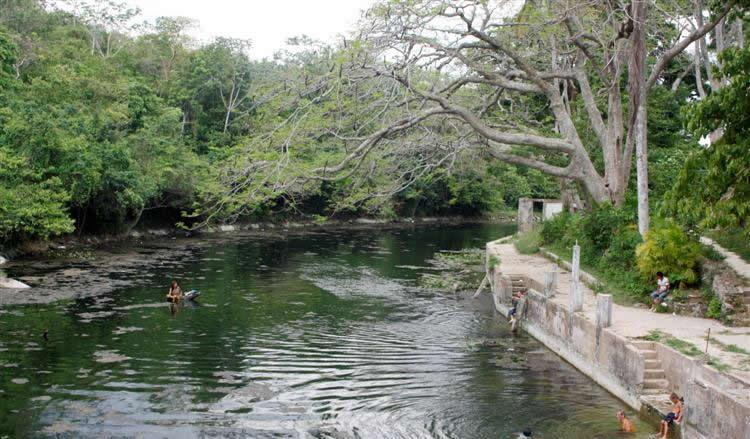
Proche de San Antonio
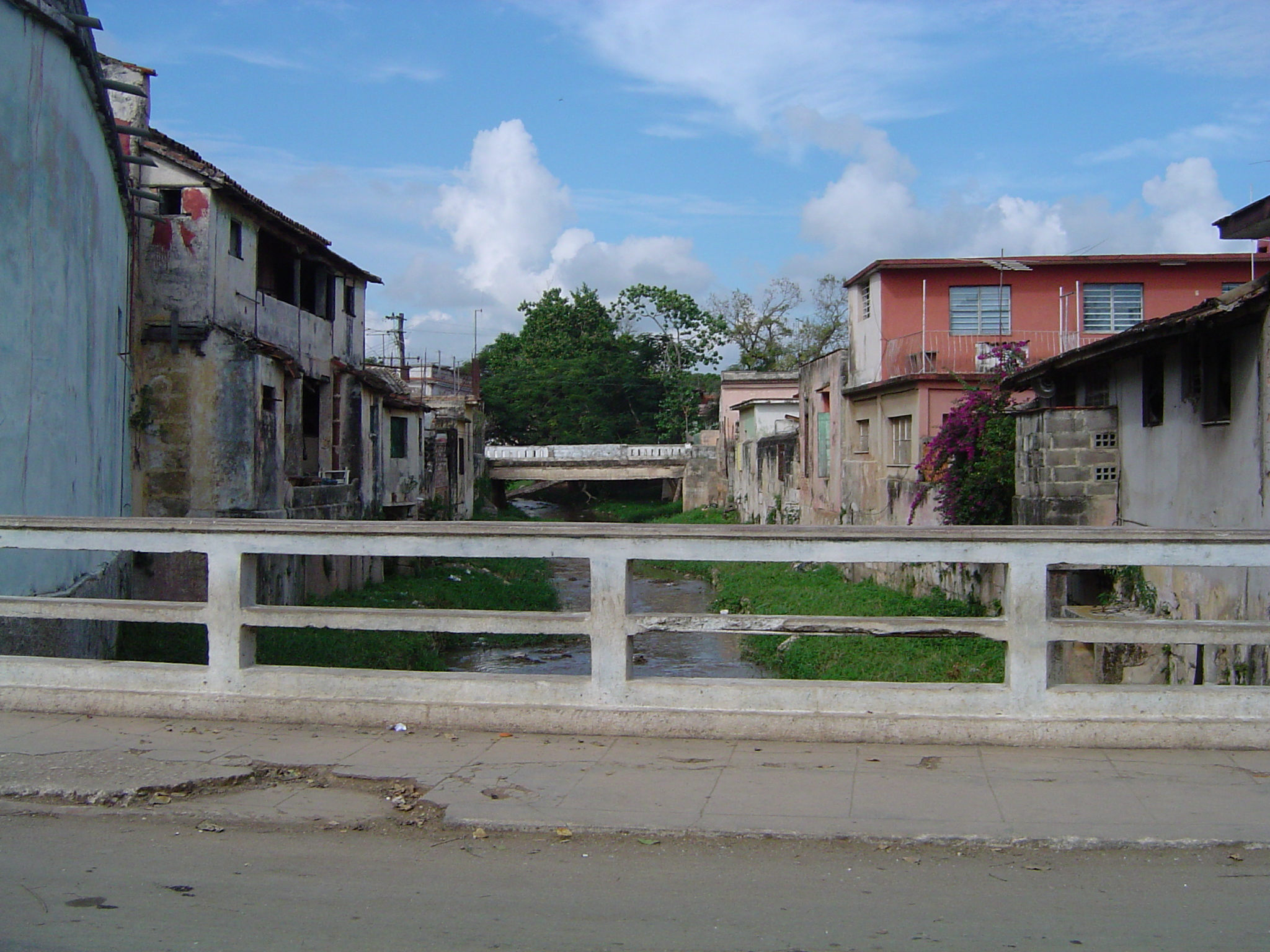
À San Antonio
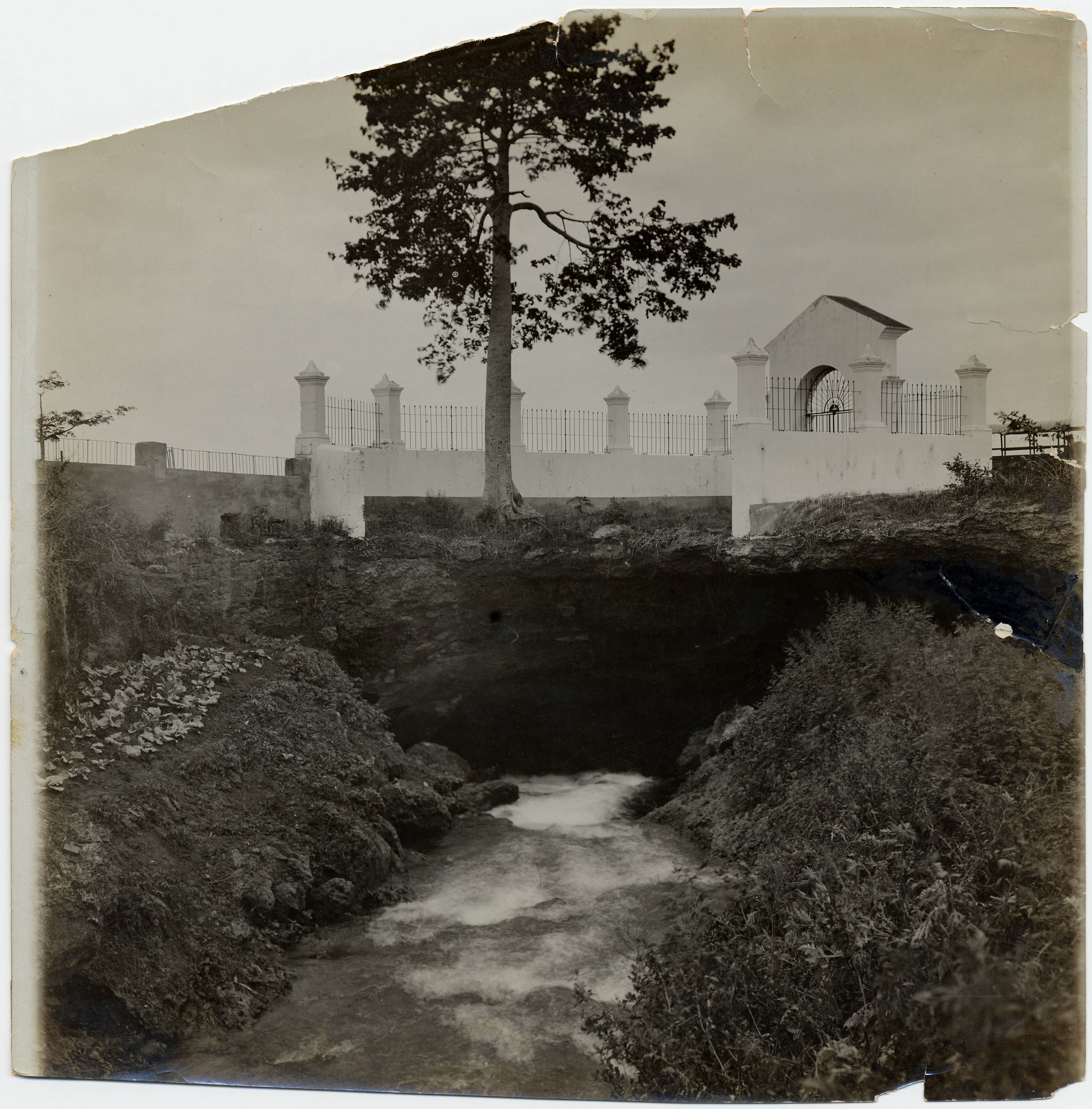
grotte de Sumidero et perte
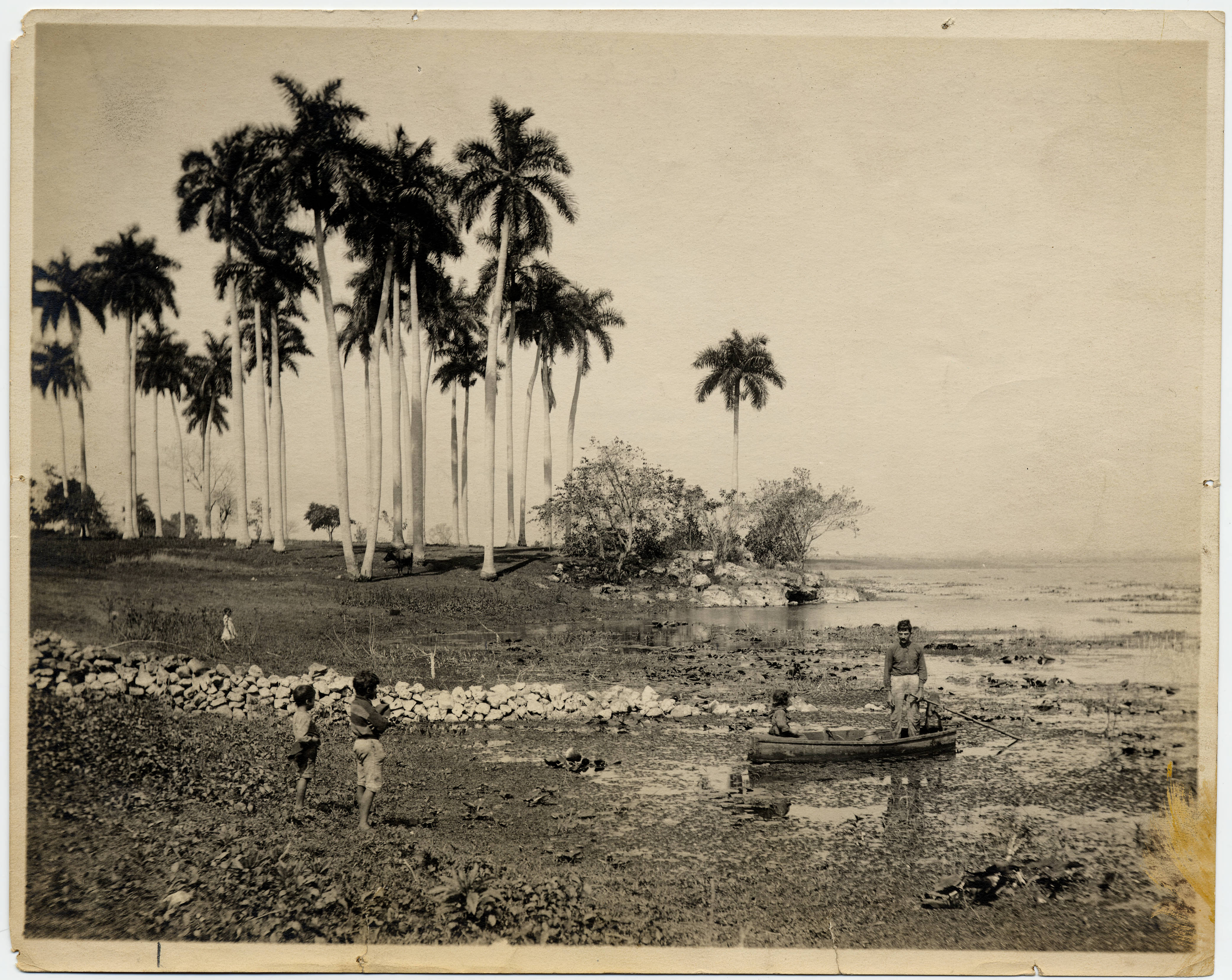
Lagune de l'Ariguanabo avant séchage

## Population
En 2022, la population était estimée à 51 314 habitants ; pour une surface de 126,4 km2, la densité de population est de 406,1/km².

## Histoire
La ville a été fondée en 1794 par des immigrants venus des Canaries.

## Culture
La ville est connue comme la « capitale de l'humour » à Cuba. Elle héberge un Musée de l'humour depuis 1979.
L'Escuela Internacional de Cine y Televisión (EICTV) est une école de cinéma et de télévision réputée dans toute l'Amérique latine.

## Personnalités liées
- Candido Camero, né en 1921 à San Antonio de los Baños, percussionniste
- Silvio Rodríguez Domínguez, né en 1946 à San Antonio de los Baños, auteur-compositeur-interprète.
- Ángel Boligán, né en 1965 à San Antonio de los Baños, dessinateur de presse.

## Jumelages
San Antonio de los Baños est jumelée avec:
- La Algaba (Espagne)
- Jódar (Espagne)
- Zapotlanejo (Mexique)
- Chalette-sur-Loing (France) coopération